# Scènes de chasse en Bavière (film)
Pour plus de détails, voir Fiche technique et Distribution.
Scènes de chasse en Bavière (Jagdszenen aus Niederbayern) est un film allemand réalisé par Peter Fleischmann et sorti en 1969. Il est adapté de la pièce de théâtre homonyme de Martin Sperr.

## Synopsis
Abram revient chez sa mère qui habite un village de Bavière. Bientôt les commérages empoisonnent l'atmosphère : on dit qu'Abram a été en prison parce qu'il est homosexuel. Au village, on l'accuse aussi d'avoir eu des rapports avec un jeune handicapé mental. Les persécutions commencent par des quolibets et des piques. Quand Abram décide de fuir, il est trop tard. Hannelore, la fille de joie du village, l'accuse d'être le père de son enfant ; le jeune homme perd la tête et la tue. Commence la chasse à l'homme, puis l'élimination d'Abram,.

## Fiche technique
- Titre : Scènes de chasse en Bavière
- Titre original : Jagdszenen aus Niederbayern
- Réalisation : Peter Fleischmann
- Scénario : Peter Fleischmann et Martin Sperr, d'après sa pièce de théâtre homonyme (1965)
- Direction artistique : Günther Naumann
- Costumes : Barbara Baum
- Photographie : Alain Derobe
- Montage : Barbara Mondry, Jane Seitz
- Production : Rob Houwer
- Société de production : Houwer-Film
- Société de distribution : Alpha
- Pays d'origine :  Allemagne de l'Ouest
- Langue d'origine : allemand
- Format : Noir et blanc - 35 mm - 1,37:1 - son Mono
- Genre : Drame et horreur
- Durée : 80 minutes
- Dates de sortie : 
  - Allemagne de l'Ouest : 29 mai 1969
  - France : 28 janvier 1970

## Distribution
- Martin Sperr : Abram
- Angela Winkler : Hannelore
- Else Quecke : Barbara
- Michael Strixner : Georg
- Gunja Seiser : Maria
- Johann Brunner : Hiasl
- Hanna Schygulla : Paula
- Renate Sandner : Zenta
- Ernst Wager : Volker
- Johann Lang : Ernstle

## Production
Le film est basé sur la pièce de théâtre Scènes de chasse en Basse-Bavière de l'acteur principal Sperr. Selon Fleischmann, outre Sperr, Rainer Werner Fassbinder s'était également intéressé à ce sujet. Fleischmann a mélangé dans la distribution des acteurs professionnels et des acteurs amateurs, parfois directement issus des lieux de tournage, afin de garantir une atmosphère authentique. Fleischmann a convaincu Johann Brunner, 73 ans, qui a décrit après coup le tournage du film comme le meilleur moment de sa vie, de passer devant la caméra dans le rôle du vieux serviteur. Pour les actrices Angela Winkler et Hanna Schygulla, encore inconnues à l'époque, ce film est leur premier long-métrage de cinéma. Toutes les deux ont à l'écran un accent bavarois impeccable, ayant été doublées par des jeunes femmes d'un des villages où s'est déroulé le tournage.
Ce tournage a eu lieu du 5 août au 6 octobre 1968, avec pour décor principal le village d'Unholzing, mais aussi le village voisin d'Ergoldsbach. De nombreux habitants du village pensent à l'origine qu'il s'agit d'un film de chasse. Malgré son thème provocant, les villageois participent au film en tant qu'acteurs secondaires et figurants, en bonne relation avec l'équipe de réalisation, comme l'a confirmé le réalisateur Fleischmann en 2019. Certains villageois déclarent dans un premier temps qu'ils ont trouvé les membres de l'équipe de tournage sympathiques, bien que certains d'entre eux aient eu les cheveux longs.
La première mondiale de Scènes de chasse en Basse-Bavière a lieu en mai 1969, lors du Festival de Cannes. La première allemande a lieu le 29 mai 1969 à Landshut. La réaction au film dans la région a été partiellement hostile et une personne a même écrit au journal : « J'aimerais bien faire sauter tout le cinéma avec cette cochonnerie ! ». D'autres spectateurs de la première du film se sont inquiétés de la réputation de la région de Basse-Bavière. En revanche, lors de la première à Landshut, il y a aussi eu des voix positives qui ont loué le regard critique sur la société et la mise en scène réaliste, proche de la vraie vie. À la télévision allemande, le film est diffusé pour la première fois le 11 mars 1977 sur ARD.

## Distinctions

### Récompenses
- Deutscher Filmpreis 1969 : 
  - Meilleur acteur  dans un second rôle pour Michael Strixner
  - Meilleur film
- Festival de Cannes 1969 : prix Georges-Sadoul de la Semaine de la critique[6]

### Nominations
- Deutscher Filmpreis 1969 : 
  - Meilleur acteur pour Martin Sperr
  - Meilleure actrice pour Angela Winkler
  - Meilleure actrice dans un second rôle pour Else Quecke
  - Meilleure actrice dans un second rôle pour Hanna Schygulla
  - Meilleure actrice dans un second rôle pour Maria Stadler